# Kazahsztán
Kazahsztán (kazakul: Qazaqstan, hivatalos nevén: Kazah Köztársaság) független ország Közép-Ázsiában. Északon és nyugaton Oroszország, délnyugaton Türkmenisztán és a Kaszpi-tenger, délen Üzbegisztán délkeleten Kirgizisztán és keleten Kína határolja.
A világ 9. legnagyobb területű országa és egyben legnagyobb területű, világtenger nélküli országa. A Kaszpi-tengertől az Altaj hegységig nagy kiterjedésű sztyeppék és félsivatagok borítják a felszínét. Népsűrűsége az egyik legalacsonyabb a világon, mintegy 7 fő/km². 1997 óta a fővárosa Asztana. A népesség nagy része kazak, de jelentős az orosz etnikumhoz tartozók aránya is.
Gazdaságilag és politikailag vezető állam Közép-Ázsiában; a régió GDP-jének 60 százalékát állítja elő, elsősorban kőolaj- és földgáziparán keresztül, és hatalmas ásványkincs készletekkel is rendelkezik. Az ENSZ, a Kereskedelmi Világszervezet (WTO), a FÁK, a Sanghaji Együttműködési Szervezet (SCO), az Eurázsiai Gazdasági Unió, CSTO, OSCE, az Iszlám Konferencia és a Türk Államok tagja.

## Földrajza
Hatalmas, 2,7 millió km² területével Kazahsztán több mint kétszer akkora, mint a másik négy közép-ázsiai volt szovjet állam, és 60%-kal nagyobb Alaszkánál. Az országot északról és nyugatról Oroszország, keletről Kína, délről Kirgizisztán, Üzbegisztán és Türkmenisztán, délnyugatról pedig a Föld legnagyobb tava: a Kaszpi-tenger határolja.

### Domborzata
Nyugat–keleti irányban a Kaszpi-tengertől az Altaj hegységig húzódik. Területét nagy kiterjedésű sztyeppterületek és félsivatagok (Turáni-alföld, Turgaj-kapu, Kizil-kum, Kara-kum, Rin-sivatag) tarkítják, a Kaszpi-tenger mentét pedig mocsarak jellemzik. Az ország keleti részén, a Balkas-tótól északra a Szariarka húzódik.
Délkeletről (Tien-san) és keletről (Altáj) magas hegységek nyúlnak be. Legmagasabb pontja a Han Tengri (7010 m) a Tien-sanban található.
Az ország változatos domborzata a következő egységekre osztható:
- Nyugaton a Kaszpimenti-síkság felszínét tengeri, tavi és folyóvízi üledékek töltötték fel; két része a Kaszpi-alföld és a Kaszpi-mélyföld; Mangistau (Mangislak), DNy-i részén a Karagije (Karaga)-árokkal.[11]
- Északon az Urál dombvidékké alacsonyodó, erősen kontinentális, félsivatagi jellegű folytatása a Mugaldzsar (Mugodzsár) kettős dombháta. Délebbre a Kaszpimenti-síkságot és a Turáni-alföldet elválasztó Üsztirt (Usztyurt)-plató agyag- és törmeléksivatagai találhatók.[11]
- Középen a folyók és szél által feltöltött Turáni-alföld terjeszkedik: magában foglalja az Aralontúli-alföldet, a Kis- és a Nagy-Barszuk-sivatagokat és a Szir-darjától délre az Északi-Kizil-kum homoksivatagait.[11]
- Kelet északi részét a Kazak-hátvidék foglalja el. Északon ehhez csatlakozik a Nyugat-szibériai-alföld benyúló déli szegélye, nyugaton a Turgaj-kapu és a Torgaj (Turgaj)-fennsík illeszkedik hozzá. A Kazak-hátvidéktől délre a Betpak-Dala letarolt síksága, a Mujun-kum homoksivataga és a Balkas (Balhas)-medence található. A medence északi részét a Balkas (Balhas)-tó tölti ki, délen a folyóvízi és tavi üledékekkel feltöltött, nagyrészt szélformálta homoksivatagokkal jellemezhető Hét-folyó-alföldje fekszik.[11]
- Az ország keleti és délkeleti részét magashegységek határolják. Északon az Altaj Ny-i láncai, a Zajszan-medencétől délre a Tarbagataj-hegység, majd a lefolyástalan Ala-köl-medencétől délre a Dzsungár-Alatau vonulatai találhatók. Végül az Ili folyó keskeny medencéjétől délre a Tien-sanhoz tartozó röghegységek húzódnak (Kara-tau, Ilintúli-Alatau). A kazak-kirgiz határ a Kirgiz-hegyláncon és a Kungej-Alatau gerincén fut.[11]

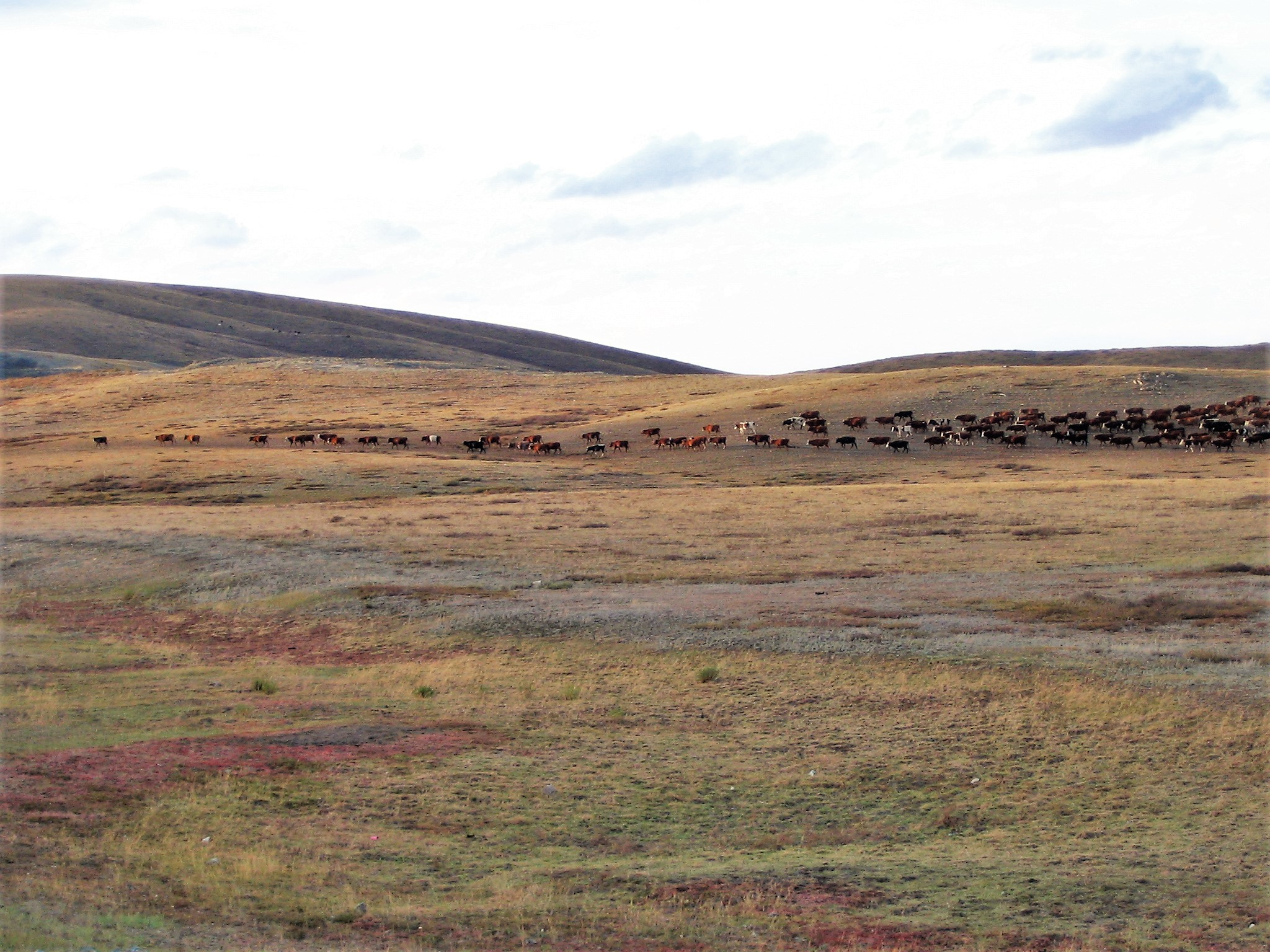
Sztyepp a Karagandi területen (Kazak-hátság)
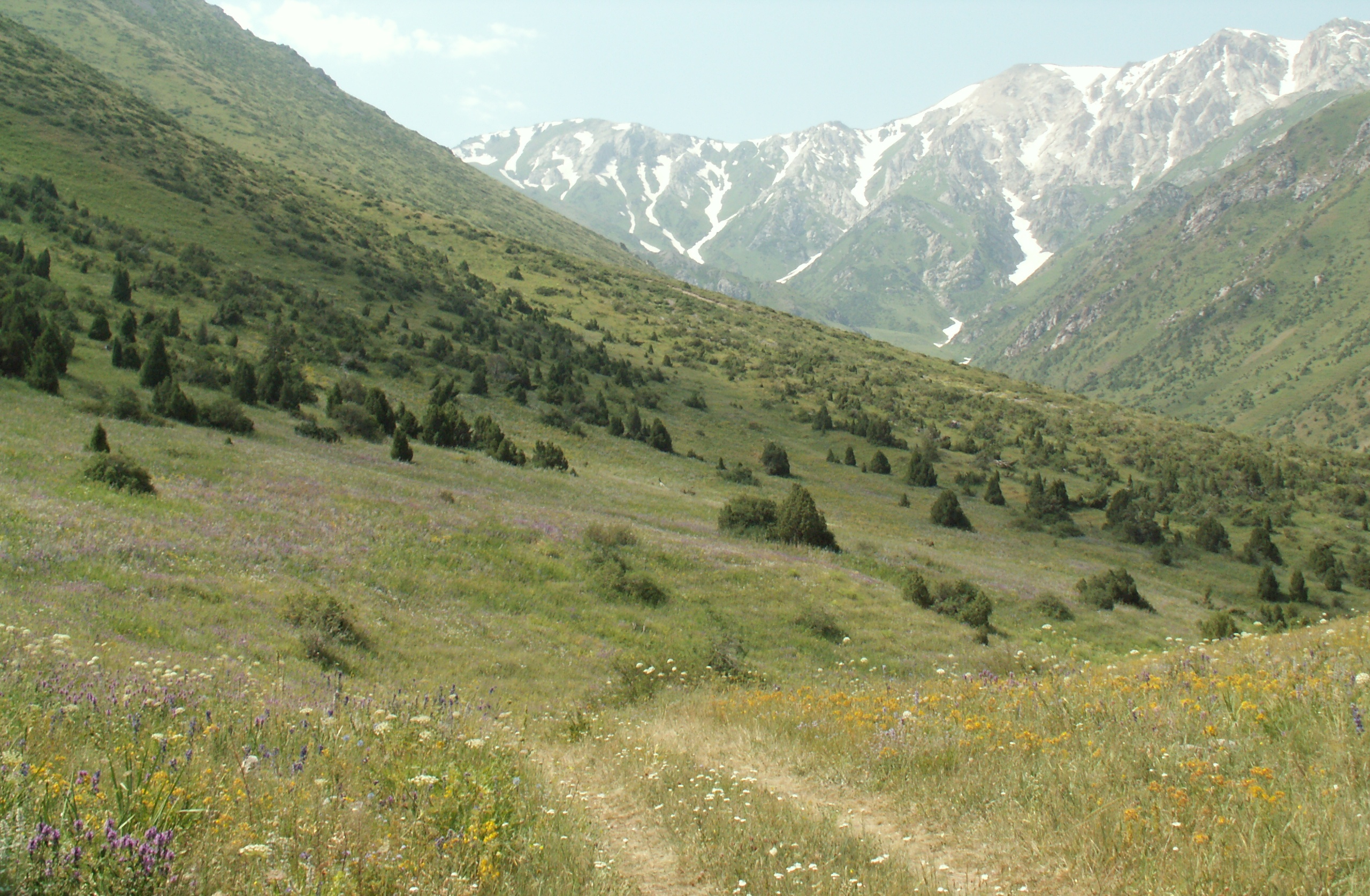
Akszu-Zsabagli Természetvédelmi Terület az ország déli határvidékén
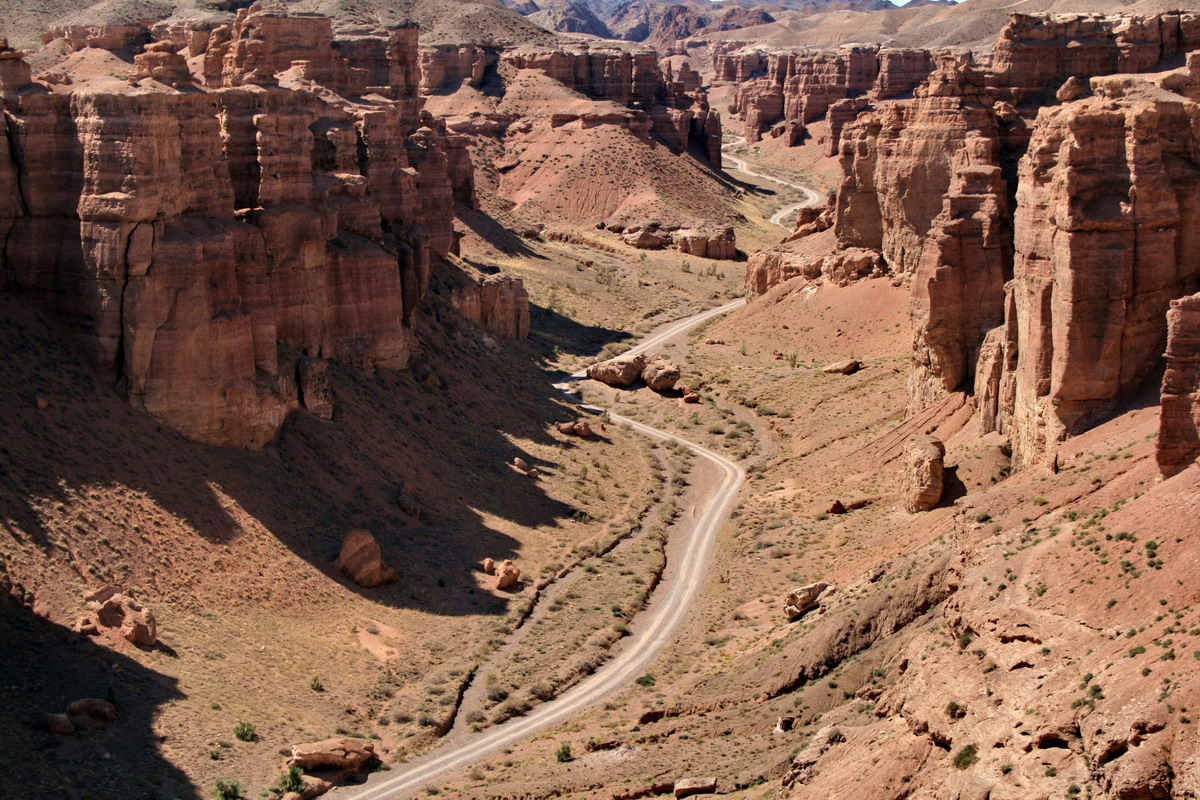
A Sarin-kanyon a kínai határ közelében
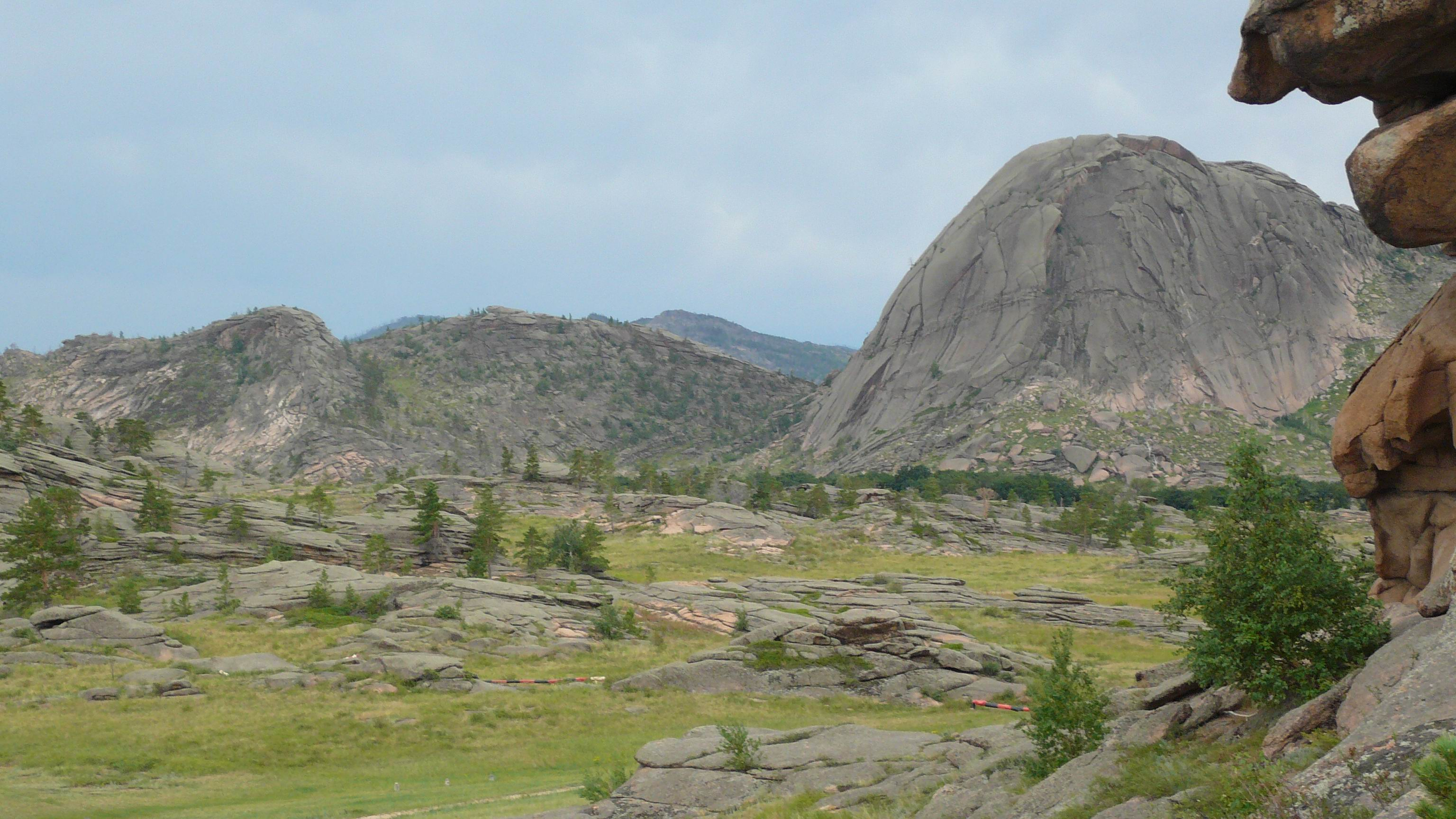
A Bajan-Aul Nemzeti Park
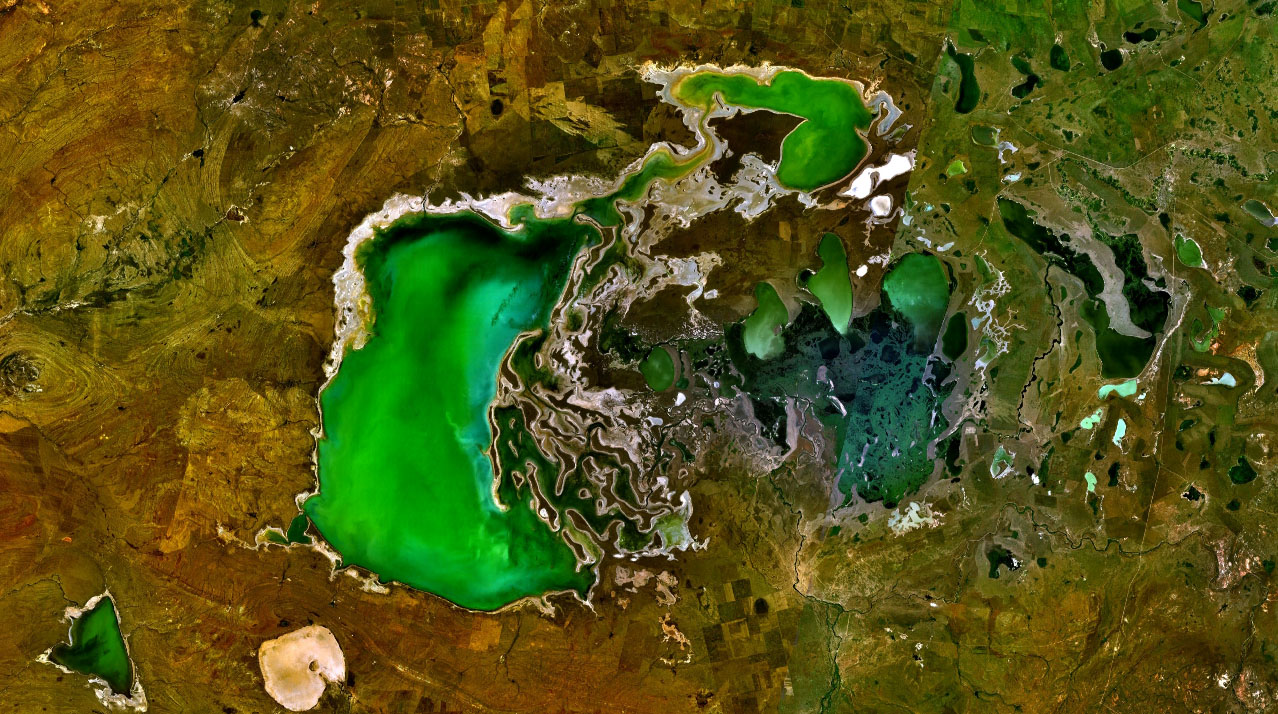
A sós vizű Tengiz-tó műholdfelvétele Kazahsztán szívében

### Vízrajz
Az ország területének nagy részéről nincs lefolyás a tengerekbe, ezért nagy, lefolyástalan pusztai tavak alakultak ki: a Kaszpi-tenger, az Aral-tó és a Balkas-tó. Ezeknek önmagukban is tekintélyes méretű vízgyűjtő területük van. A Kaszpi-tengerbe ömlik az Urál folyó, az Aral-tóba a Szir-darja. Kazahsztán északi részéről az Irtis és mellékfolyói a Jeges-tengerbe vezetik le a vizeket.
Az Aral-tó vízszintje az utóbbi 30 évben 15 méterrel csökkent, mivel a tavat tápláló folyók vizét gyapotföldek öntözésére használták el. A kiszáradt tófenéken felhalmozódott só és hulladék ökológiai katasztrófát okozott.

### Éghajlat

Éghajlati térkép Köppen osztályozásán (angol)

Kazahsztán éghajlata kontinentális, illetve a magas hegységekben magashegyi. A csapadék mindenütt kevés, a Kaszpi-tenger közelében valódi sivatagok is kialakultak. Az ország északi tájain több a víz, mint a középső vidékeken, de nem a csapadék több, hanem a párolgás kisebb.
Az ország viszonylag alacsony csapadékaránya és száraz földrajzi adottságai ellenére az északi és középső vidékein nem szokatlanok a tavaszi áradások, amelyeket esetenként heves esőzések és hóolvadás is okozhat. 2017 áprilisában, miután a téli hómennyiség 60 százalékkal meghaladta az átlagot, a heves esőzések széleskörű károkat okoztak, és emberek ezrei kényszerültek otthonukat ideiglenesen elhagyni.

### Környezeti problémák
Kazahsztán környezetét súlyosan károsította az emberi tevékenység. A vizének nagy részét ipari szennyvizek, növényvédőszer- és műtrágyamaradékok, valamint egyes helyeken radioaktív anyagok szennyezik. A leglátványosabb kár az Aral-tót érte, amely még az 1970-es években hatalmas területű volt, de azóta a vízszintje drámaian lecsökkent, a területe a töredékére zsugorodott, nagy városok kerültek távol a víztől. Mindez súlyos gazdasági károkat is okozott.
Az ipari szennyezés nagy aggodalomra ad okot az ország városaiban és környékén, ahol az elöregedő gyárak hatalmas mennyiségű szűretlen szennyezőanyagot engednek a levegőbe, a folyó- és talajvizekbe. Az egykori főváros, Almati különösen veszélyeztetett.
Már a szocialista időkben súlyos környezeti károkat okoztak. Az 1950-es és 1960-as években a kazahsztáni sztyeppék hatalmas területeit felszántották Hruscsov mezőgazdasági projektjének részeként. A szűzföldek feltörése Észak-Kazahsztánban azonban csak átmenetileg növelte a gabonatermő területet, a feltört, növénytakarótól megfosztott földeket elvitte a szél. Átgondolatlanul kezdtek nagy területeket öntözni, a következmény a talaj szikesedése lett.
A radioaktív vagy mérgező vegyi telepek vannak országszerte. Súlyos környezeti veszélyt okoz a nukleáris sugárzás, különösen az északkeleti Szemej (Szemipalatyinszk) régiójában, ahol az egykori Szovjetunió csaknem ötszáz nukleáris fegyvert tesztelt, ebből 116-ot a föld felett. Az ilyen teszteket gyakran a helyi lakosság evakuálása vagy akár riasztása nélkül hajtották végre. Bár a nukleáris kísérleteket 1990-ben leállították, a sugármérgezés, a születési rendellenességek, a súlyos vérszegénység és a leukémia nagyon gyakori a térségben.

### Élővilág, természetvédelem

#### Nemzeti parkok
Kazahsztán nemzeti parkjai:
- Altinemel(wd) – Kazahsztán legnagyobb nemzeti parkja. Ma holdbéli táj, de sok ókori emlék található itt.
- Bajanauil Nemzeti Park(wd) – Festői táj a Pavlodari területen.
- Burabaj Nemzeti Park – Fenyvesek és óriási sziklák.
- Karkarali Nemzeti Park – Fenyvesek és nyírfaerdők.
- Katonkaragaj Nemzeti Park(wd) – Hófödte csúcsok között a selyemút maradványai.
- Köksetau(wd) – Hegyi erdők.
- Szajram-Ögem(wd) – Jégformálta táj.

## Történelem
A 10. században a szeldzsuk török birodalom területe elérte egészen a mai Kazahsztán déli részét, majd a 13. században Dzsingisz kán birodalma alá tartozott. Területén a 15. században alakult meg a Kazak Kánság. A kalmükökkel harcoltak, ezért orosz protektorátust kértek, mely 1730-tól 1750-ig volt érvényben. A 19. század közepétől került orosz uralom alá. 1920-ban csatlakozott Kirgiz ASZSZK néven Szovjet-Oroszországhoz. Nevét 1925-ben változtatták Kazah ASZSZK-ra. 1936-tól a Szovjetunió tagköztársasága volt 1991-ig. A függetlenség kikiáltása után csatlakozott a FÁK-hoz.

### Kazak Kánság
Kazahsztán a kőkor óta lakott: éghajlata és domborzata a nomád állattartás számára a legkedvezőbb. Lehetséges, hogy az itteni tágas sztyeppéken háziasították a lovat. Ősi városai hosszú ideig a keletet nyugattal összekötő Selyemút fontos megállóhelyei voltak. Tartósabb állam csak a 13. század eleji mongol hódítással keletkezett. A Mongol Birodalomban közigazgatási egységet szerveztek itt, ebből fejlődött ki a Kazak Kánság.
Történelmi periódusokon keresztül a hagyományos nomád élet, az állattenyésztésen nyugvó gazdaság dominált a sztyeppen. A 15. századtól kezdve alakult ki a török törzsek között a különálló kazak öntudat. A folyamat a 16. század közepére különálló kazak nyelvet, kultúrát és gazdaságot eredményezett. A régióban folyamatos volt az összeütközés a bennszülött kazak emírek és a délről szomszédos perzsa nyelvű népek között. A korai 17. századra a Kazak Kánság a törzsi vetélkedés színtere lett, és gyakorlatilag felosztották a népet Nagy, Középső és Kis Hordára (jüz). Politikai széttagolódás, törzsi vetélkedés, az országon átvezető nyugat–keleti kereskedelmi utak jelentőségének csökkenése meggyengítette a Kazak Kánságot.
A 17. században a kazakok az ojrátokkal, a nyugati mongol törzsek szövetségével harcoltak, akik a dzsungárokkal együtt egyre agresszívebbek lettek. A 18. század elején ért a Kazak Kánság hatalmának csúcsára. Ebben az időszakban a Kis Horda részt vett a Dzsungár Kánság elleni 1723–1730-as győztes háborúban. Ezt a dzsungárok „nagy katasztrófának” nevezett, a kazak területekre történt betörése előzte meg. A kazakok ugyanakkor folyamatosan szenvedtek a volgai kalmükök portyáitól.

### Orosz Birodalom
A 19. században az Orosz Birodalom terjeszkedése közben behatolt Közép-Ázsiába. Az orosz cár uralma alá hajtotta a mai Kazak Kánság területét. Az Orosz Birodalom kiépítette közigazgatását, katonai helyőrségeket, laktanyákat épített, hogy megerősítse jelenlétét Közép-Ázsiában. Az első orosz támaszpont, Orszk 1735-ben épült. Oroszország az orosz nyelv használatát erőltette minden iskolában és kormányzati szervezetben. Az orosz törekvések rendkívüli ellenszenvet váltottak ki a kazak népben, és az 1860-as években sok kazak ellenállt az orosz megszállásnak, leginkább azért, mert az a hagyományos nomád életmód és az állattenyésztésen alapuló gazdaság megszűnését jelentette, aminek nyomán a kazak törzsek egy részét nagyon gyorsan elérte az éhínség. Az 1800-as évek végén kialakuló kazak nemzeti mozgalom a hazai nyelv és identitás megőrzéséért harcolt, ellenállt az Orosz Birodalom asszimiláló törekvéseinek.
Az 1890-es évektől nagyszámú szláv telepes telepedett be a mai Kazahsztán területére. A telepesek száma különösen gyorsan nőtt azután, hogy átadták 1906-ban az Orenburgból Taskentbe vezető vasutat. A földért és a vízért az újonnan érkezők és a kazakok versenyeztek egymással. Ez a kazakok körében erős ellenszenvet váltott ki a gyarmati uralommal szemben a cári rendszer utolsó éveiben. 1916-ban sorozatos felkelések törtek ki. A kazakok orosz és kozák falvakat támadtak meg, válogatás nélkül ölték az ott találtakat. Az oroszok könyörtelenül visszavágtak. A katonák 300 000 kazakot űztek a hegyek közé vagy Kínába. Amikor a következő évben nagyjából 80 000 visszatért közülük, sokakat lemészároltak a cári erők. Az 1931–1933-as éhínség idején kazakok milliói haltak éhen.

### A Szovjetunióban
Az Orosz Birodalom összeomlását követő polgárháborút követően Kazahsztán területén is szovjethatalom létesült. A szovjetek elnyomták a hagyományos elitet, az 1920-as évek végén és az 1930-as években erőszakkal kollektivizáltak, tömeges éhezést és nyugtalanságot váltva ki ezzel. 1926 és 1939 között a kazak lakosság 22%-kal csökkent az éhezés, az erőszak és a kivándorlás miatt. Az 1930-as években sok kazak értelmiségit végeztek ki, részint az általános elnyomás részeként, részint a kazak öntudat és kultúra módszeres elnyomása céljából. A szovjet uralom megszilárdulása után a kommunista apparátus folyamatosan dolgozott Kazahsztán teljes betagolásán a szovjet rendszerbe. 1936-ban Kazahsztán szovjet köztársaság lett.
Az 1930-as és 1940-es években Kazahsztánból képzett emberek milliói távoztak a Szovjetunió más részeibe. Sokakat erővel telepítettek át Szibériába vagy Kazahsztán más vidékére, hogy megfosszák őket etnikai örökségüktől és hitüktől. Áldozatai is bőven voltak ennek az áttelepítésnek. Azok is sokan voltak, akiket helyben internáltak a legnagyobb szovjet munkatáborokba. A Kazah Szovjet Szocialista Köztársaság öt nemzetiségi hadosztály felállításával vett részt a Szovjetunió második világháborús erőfeszítésében. Közben a háborús erőfeszítések támogatására erőteljes iparosítás indult, és bányákat nyitottak. Amikor Sztálin meghalt, Kazahsztán gazdasága még a mezőgazdaságon alapult. 1953-ban Nyikita Hruscsov nagyratörő „szűzföld”-programjának célja a nomádok legelőiből a Szovjetunió fő gabonatermő vidékének kialakítása volt. Vegyes eredménnyel zárult. A későbbiekben a Leonyid Brezsnyev idején folyt modernizáció felgyorsította a mezőgazdaság fejlődését, de Kazahsztán lakosságának nagy része még mindig állattenyésztésből élt. 1959-ben a lakosság 30%-a kazak, 43%-a viszont orosz volt.
A szovjet társadalomban fokozódó feszültségek az 1980-as években politikai és gazdasági reformokat kényszerítettek ki. Kazahsztánban nagyon fontos tényező volt Lavrentyij Berija döntése 1949-ben, hogy Kazahsztán területén Szemipalatyinszkba (ma Szemej) telepítik az atomkísérleti telepet. Ennek generációkkal később is katasztrofális környezeti és biológiai hatásai voltak, ami fokozta a kazakok dühét a szovjet rendszerrel szemben. 1986 decemberében fiatal kazakok tömegtüntetésen tiltakoztak a Kazah Kommunista Párt kazak nemzetiségű első titkára leváltása ellen. Helyére orosz nemzetiségű, Oroszországból érkezett titkárt állítottak. A kormány erői elnyomták a nyugtalanságot, néhány embert megöltek, sok tüntetőt bebörtönöztek. A szovjet uralom utolsó napjaiban az elégedetlenség fokozódott, és ki is fejeződhetett Mihail Gorbacsov glasznoszty politikája miatt.

### A függetlenség után
Kazahsztán 1990. október 25-én szuverén köztársasággá nyilvánította magát a Szovjetunión belül. Függetlenségét 1991. december 16-án kiáltotta ki.
A függetlenség utáni első években jelentős reformokat hajtottak végre, de fennmaradt a szovjet stílusú gazdaság és az egypártrendszer. Nurszultan Nazarbajev 1989-ben lett a Kazah Kommunista Párt feje, 1991-ben köztársasági elnökké választották. Jelentős lépéseket tett a piacgazdaság bevezetése irányába.
A fővárost 1997-ben átköltöztették, és 1998 májusában átkeresztelték Asztanára, 2019-ben az elnökről a Nur-Szultan nevet kapta. 2022-ben a Nazarbajev-korszak végét jelképezve visszanevezték Asztanára.

### 2000-es évek
2000 óta jelentős gazdasági növekedés zajlott az országban. Nagy kőolaj-, földgáz-, ásványkincskészletet tártak fel.
A demokrácia kialakítása azonban nem sikerült. Nazarbajev vezetése ugyan kezdetben visszafogott volt, – a szomszédos közép-ázsiai államok vezetéséhez képest – idővel azonban egyre tekintélyelvűbb rendszert épített ki.
2007 júniusában a kazak parlament törvénybe iktatta, hogy Nazarbajev élete végéig gyakorolhatja a köztársasági elnök minden felhatalmazását, joga van kijelölni utódját, mentelmi joga van és befolyása alatt áll a bel- és külpolitika. Cenzúrázták a sajtót a személyiségi jog védelmének önkényes értelmezésével, blokkoltatták az ellenzéki weboldalakat, betiltották a vahhábita szektát. Az elnök tartományi kormányzóit személyesen nevezte ki.
Az Amnesty International kritikája szerint Kazahsztánban elterjedt gyakorlat a statáriális tárgyalás, a kínzás, és rendkívül rossz körülmények uralkodnak a büntetés-végrehajtási intézményekben. Az EU-országok zöme ez okból nem teljesítette az elnöknek a kéréseit, amelyekben politikai ellenfelei kiadatását szerette volna elérni. Magyarország azonban a baráti kapcsolat nevében 2017. nyarán kiszolgáltatta Nazarbajev egyik ellenfelét, egy Jerzan Kadesov nevű üzletembert.
Az országban 2021 elején törölték el a halálbüntetést.

### 2022-es zavargások
A lakosság által széles körben használt autógáz (LPG) árplafonjának eltörlése és az árának hirtelen megemelkedése miatt január elején több városban tiltakozó tüntetések kezdődtek, majd országosan elterjedtek; a legnagyobb városban, Almatiban pedig már erőszakba csaptak át, ahol gyújtogatások is voltak. Január 5-én délután a fővárosban két hétre rendkívüli helyzetet és szükségállapotot hirdettek ki, az egész országban lekapcsolták az internetet és a mobilhálózatot. Tokajev kazak elnök menesztette a kormányfőt és az addigi helyettest nevezte ki, valamint átvette az ország Biztonsági Tanácsának elnöki jogkörét (korábban a tisztséget Nazarbajev töltötte be). Tokajev kérésére a KBSZSZ katonai csapatokat küldött Kazahsztánba a rend helyreállítására.

## Politika és közigazgatás

### Államforma, törvényhozás, végrehajtás
Az ország államformája köztársaság, kormányformája elnöki rendszerű, szerkezetét tekintve unitárius állam.
Az elnök az államfő, egyszersmind a hadsereg feje, és vétójoga van a parlamenti törvényhozásban. Az elnököt közvetlenül választják, megbízatása öt évre szól.
- Nurszultan Abisuli Nazarbajev, 1991-től a független ország első elnöke, majd 2019-ben váratlanul bejelentette lemondását. Egy hónappal korábban menesztette a teljes kormányt és kormányfőnek az addigi miniszterelnök-helyettest, Aszkar Uzakpajevics Mamint nevezte ki.[31][32] Lemondását bejelentő televíziós beszédében hozzátette, hogy megtartja pártelnöki tisztségét a kormányzó Nur Otan pártban, és továbbra is a biztonsági tanács elnöke marad, (utóbbit törvény írja elő). Szintén a törvény értelmében élete végéig a Nemzet Vezetője (Елбасы) marad, ami számára széles jogköröket biztosít. Lánya, Dariga Nazarbajev a szenátus elnöke lett.
- Az ország második elnöke: Kaszim-Zsomart Kemeluli Tokajev, 2019. márciusától. Megválasztása előtt hosszú időn át a szenátus elnöke volt.[33] Április 9-én bejelentette, hogy az országban június 9-én előrehozott elnökválasztást tartanak. A hivatalban lévő elnök mandátuma egyébként 2020 tavaszáig tartott volna.[34] A június 10-én közzétett végeredmény szerint a választáson a szavazatok 70,96%-ával elnökké választották. 2019. június 11-én letette a hivatali esküt és ezzel hivatalosan is – nem csupán átmeneti időre – Kazahsztán elnöke lett.[35]

A miniszterelnök, Kazahsztán kormányfője elnököl a miniszteri kabinetben. A kabinetben három miniszterelnök-helyettes és 16 miniszter van. A miniszterelnök:
- 2007. január 10-étől hosszú ideig: Karim Maszimov.
- 2019. február 21-étől: Aszkar Uzakpajevics Mamin, őt Nazarbajev elnök lemondása elött egy hónappal nevezte ki (elődje Bakitzsán Szagintajev).

Kazahsztánnak kétkamarás parlamentje van, amelyet az alsóház (Madzslísz) és a felsőház (Szenátus) alkot. A Madzslísz 77, a Szenátus 39 tagú.

### Politikai pártok
A legnagyobb párt a Nur Otan (Amanat), a Haza Fénysugara pártja, amelyet Nurszultan Nazarbajev alapított. Két másik, az elnökkel szimpatizánsnak tekinthető párt van, az agrár-ipari blokkot képező AIST és az ASAR párt, amelyet Nazarbajev lánya alapított. Az ellenzéki pártok mindössze egyetlen parlamenti helyet értek el,[mikor?] a választások az EBESZ szerint nem feleltek meg a nemzetközi standardoknak.
Az ország a 2020-as évek elején hat bejegyzett politikai pártnak ad otthont, amelyek közül háromnak – Nur Otannak, Ak Zsolnak és a Kazahsztáni Néppártnak (volt kommunisták) – vannak tagjai a Mazsiliszben. Utóbbi kettő ellenzéki erőként pozicionálja magát, de többnyire a Nur Otan kormánypártnak megfelelően szavaz. A politikai spektrumnak nincs határozott felosztása jobbra, balra és középre, de a Nur Otan jobbközép, nacionalista  gyűjtőpártként  jellemezhető.
A parlamenti képviselői munkára széles körben úgy tekintenek, mint egy olyan biztosra, akinek a munkája lehetővé teszi, hogy a családja és közeli munkatársai révén jövedelmező üzleti tevékenységet végezzen. A 2020 táján hatalmon lévő tekintélyelvű rezsim ellen a politikai pártok nem képesek megfelelően átültetni a választók akaratát és törekvéseit a törvényalkotásba.

### Jogállamiság
A hatalmi ágak szétválasztása formálisan megtörtént, de továbbra is gyenge. Annak ellenére, hogy a Madzslísz 2012 óta már nem egypárti kamara, a kormányzó párt, a Nur Otan uralja a végrehajtó hatalom akaratát. A végrehajtó hatalom, különösen az elnökség koncentrálja a legtöbb hatalmat, és egy engedelmes parlamentre és egy lojális bírói karra támaszkodik céljainak előmozdítása érdekében. Nazarbajev elnök lemondása óta a volt elnök és kormánya új hatalmi központot alakított ki, amely túlzott befolyást gyakorol az utódjára. Például a Nemzetbiztonsági Tanács élethosszig tartó elnökeként Nazarbajev megvétózhatja Tokajev elnök és kormánya legtöbb kulcsfontosságú döntését, ami megakadályozza a valódi politikai átalakulást, és semmissé teszi a legtöbb előrelépést.
A parlamenthez hasonlóan az igazságszolgáltatás továbbra is a végrehajtó hatalomtól függ, és döntései gyakran átpolitizáltak.
A 2017-es alkotmányreform de jure megteremtette a demokratikus átalakulás alapjait azáltal, hogy a parlamentet szélesebb jogkörrel, a kormánnyal szembeni bizalmatlansági joggal és az elnökségtől való nagyobb függetlenséggel ruházta fel. Mindaddig azonban, amíg a tekintélyelvű rezsim irányítja az országot, kevés gyakorlati változás várható. Ez különösen szembetűnő a Nazarbajevtől Tokajevig tartó elnöki utódlás fényében, ugyanis előbbi a 2019-es elnöki posztjáról való lemondása óta létrehozta saját hatalmi központját.
A Freedom House 2020-ban "tekintélyelvű rezsimnek" minősítette Kazahsztánt, kijelentve, hogy a szólásszabadságot nem tartják tiszteletben, és nem  biztosítják a szabad és tisztességes választásokat.
A demokratikus folyamatok feletti tényleges vétójog a jelenlegi és a volt elnökök kettőséé, akik a nyilvánosság előtt mindig egységesen lépnek fel, de akik közül továbbra is Nazarbajev mondja ki a végső szót. Semmilyen más hazai erő, legyen az párt, egyesület, üzleti lobbi vagy katonaság, nem tudja megkérdőjelezni a Nazarbajev-klán hatalmát, akár a demokratikus rend védelmében, akár önérdekből. A rezsimre fenyegetőnek tekintett erőket részben adminisztratív és bírósági eszközökkel kizárták a politikai színtérről.
A korrupció elleni küzdelem több mint egy évtizede a kazak hatóságok szlogenje. A politikai korrupció és a nepotizmus azonban a 2020-as évek elején is burjánzik, és aláássa az országnak a közkiadások optimalizálására, a pazarló vezetési gyakorlatok felszámolására és a közigazgatás professzionalizálására irányuló erőfeszítéseit.

### Emberi jogok
Az állampolgári jogok és szabadságjogok védelme kodifikálva van, de a gyakorlatban rosszul érvényesül. A véleménynyilvánítás és az egyesülés szabadságát korlátozzák, ha független gondolkodású újságírókról, tiltakozó csoportokról vagy a kormányt és az uralkodó rendszert kritizáló társadalmi egyesületekről van szó. A független szakszervezeteket aktívan diszkriminálják, különösen a 2011-es zsanaozeni és a 2019-es tengizi zavargások óta, amelyek rávilágítottak arra, hogy kordában kell tartani őket a nagyszabású társadalmi zavargások elkerülése érdekében.  A kínzás alkalmazása a büntetés-végrehajtásokban rendszerszintű, és különös veszélyt jelent a rezsim aktív kritikusaira.

### Közigazgatási beosztás
Az országban 17 terület (oblıs többes szám: oblıstar és 3 területi jogú város (Almati, Asztana és Simkent) található. Az Oroszország által bérelt Bajkonur (Bajkongir) különleges státusszal rendelkezik.
| Terület                                            | Székhely                  |
| -------------------------------------------------- | ------------------------- |
| Abaj terület                                       | Szemej (Szemej)           |
| Akmolai terület                                    | Köksetau (Kökşetaw)       |
| Aktöbei terület                                    | Aktöbe (Aqtöbe)           |
| Almati terület                                     | Konajev (Qonaev)          |
| Atiraui terület                                    | Atirau (Atıraw)           |
| Nyugat-kazahsztáni terület                         | Oral (Oral)               |
| Zsambili terület                                   | Taraz (Taraz)             |
| Karagandi terület                                  | Karagandi (Qarağand)      |
| Kosztanaji terület                                 | Kosztanaj (Qostanay)      |
| Kizilordai terület                                 | Kizilorda (Qızılorda)     |
| Mangisztaui terület                                | Aktau (Aqtaw)             |
| Türkisztáni terület (korábban: Dél-kazahsztáni t.) | Türkisztán (Türkisztan)   |
| Pavlodari terület                                  | Pavlodar (Pavlodar)       |
| Észak-kazahsztáni terület                          | Petropavl (Petropavl)     |
| Kelet-kazahsztáni terület                          | Öszkemen (Öskemen)        |
| Ulitaui terület                                    | Zsezkazgan (Zsezkazgan)   |
| Zsetiszu terület                                   | Taldikorgan (Taldikorgan) |

## Népesség

### Általános adatok
- Népesség: 19,4 millió fő (2022. évi becslés)
- Népsűrűség: 7 fő/km²

### Népességének változása
| Lakosok száma | 16 348 000 | 16 330 419 | 15 577 894 | 14 928 426 | 14 858 948 | 15 308 084 | 16 092 701 | 16 791 425 | 18 037 646 | 20 139 914 |
|               | 1990       | 1993       | 1996       | 1999       | 2002       | 2006       | 2009       | 2012       | 2017       | 2024       |

### Legnépesebb városok
| Kép     | Rang | Város      | Terület           | Népesség  | Rang | Város       | Terület            | Népesség | Kép     |
| ------- | ---- | ---------- | ----------------- | --------- | ---- | ----------- | ------------------ | -------- | ------- |
| Almati  | 1.   | Almati     | Almati            | 1 854 656 | 11.  | Kosztanaj   | Kosztanaji         | 239 652  | Simkent |
| Almati  | 2.   | Asztana    | Asztana           | 1 127 263 | 12.  | Kizilorda   | Kizilordai         | 238 349  | Simkent |
| Almati  | 3.   | Simkent    | Simkent           | 1 038 278 | 13.  | Oral        | Nyugat-kazahsztáni | 234 233  | Simkent |
| Almati  | 4.   | Aktöbe     | Aktöbei           | 497 381   | 14.  | Petropavl   | Észak-kazahsztáni  | 218 031  | Simkent |
| Almati  | 5.   | Karangandi | Karagandi         | 496 701   | 15.  | Aktau       | Manggisztaui       | 182 033  | Simkent |
| Asztana | 6.   | Taraz      | Zsambili          | 357 791   | 16.  | Zsangaözen  | Manggisztaui       | 181 635  | Aktöbe  |
| Asztana | 7.   | Szemej     | Abaj              | 349 102   | 17.  | Temirtau    | Karagandi          | 179 248  | Aktöbe  |
| Asztana | 8.   | Pavlodar   | Pavlodari         | 334 057   | 18.  | Türkisztán  | Türkisztáni        | 164 413  | Aktöbe  |
| Asztana | 9.   | Öszkemen   | Kelet-kazahsztáni | 329 090   | 19.  | Köksetau    | Akmolai            | 145 652  | Aktöbe  |
| Asztana | 10.  | Atirau     | Atiraui           | 268 840   | 20.  | Taldikorgan | Zsetiszu           | 145 431  | Aktöbe  |

### Nyelvi megoszlás
Kazahsztán kétnyelvű ország: a hivatalos nyelv a kazak és az orosz.
A kazak, amelyet a lakosság 83%-a ért, államnyelvi státuszú, míg az oroszt, amelyet a lakosság többsége ért, általában az üzleti, kormányzati és etnikumok közötti kommunikációban használják, bár a kazak nyelv fokozatosan felváltja.
Az országban beszélt kisebbségi nyelvek közé tartozik az üzbég, ukrán, ujgur, kirgiz és a tatár.
Az írásrendszer (2022-ben) a cirill ábécé. A kormány 2015 januárjában bejelentette, hogy 2025-re a latin ábécé váltja fel a cirillt.

### Etnikai megoszlás
2018-ban az etnikai kazakok teszik ki a lakosság 67,5%-át, a kazahsztáni oroszok pedig 19,8%-át.
Egyéb jelentős csoportok közé tartoznak az ukránok (2,1%), üzbégek (2,8%), tatárok (1,3%), fehéroroszok, ujgurok (1,4%), azeriek, csuvasok, lengyelek, németek, a litvánok. Néhány etnikai kisebbséget, például az ukránokat, koreaiakat, volgai németeket (1,1%), csecseneket és a rezsim orosz politikai ellenfeleit az 1930-as és 40-es években Sztálin deportálta Kazahsztánba. A legnagyobb szovjet munkatáborok (gulag) egy része Kazahsztán területén működött.
A Szovjetunió felbomlása óta a kazakok aránya a népességen belül növekedett, míg a betelepült oroszok és ukránok száma csökkent. Legjelentősebb az orosz nemzetiségűek visszaszorulása. Míg az 1990-es évek elején a lakosság 36%-a volt orosz nemzetiségű, addig napjainkra arányuk 20% alá csökkent a nagyarányú, Oroszországba való visszatelepülés miatt.

### Vallás
A 2009-es népszámlálás szerint a lakosság 70%-a muszlim, 24%-a orosz ortodox, 2%-a protestáns, a maradék egyéb, illetve vallástalan.
Egyes adatok azt mutatják, hogy a muszlimokon belül az irányzatokon kívüliek alkotják a többséget, míg mások azt jelzik, hogy az országban a legtöbb muszlim szunnita, a Hanafi-iskolát követve. Ide tartoznak az etnikai kazakok, akik a lakosság több mint 60%-át alkotják, valamint az üzbégek, az ujgurok és a tatárok.
Hivatalosan vallásszabadság van, de ennek ellenére súlyosan korlátozzák azt, a kormánnyal szemben álló vallási vezetőket elnyomják. A kormány által finanszírozott „szektaellenes központok” a vallási kisebbségekkel szembeni intoleranciát mutatják. A keresztények körében többek közt a baptisták, a hetednapi adventisták és a Jehova Tanúi kerültek Kazahsztán kormányának célkeresztjébe. Betiltották a „szélsőséges irodalmat” is, amelyet például az ahmadijja muszlimok, a Hare krisnások vagy a Jehova Tanúi használnak és terjesztenek.

## Gazdaság
Kazahsztán gazdasága Közép-Ázsia legnagyobb és legerősebb gazdasága. 
Az olaj- és a gázkitermelés a vezető gazdasági ágazat. Hatalmas területe lévén jelentős mezőgazdasági potenciállal is rendelkezik, beleértve az állattenyésztést és a gabonatermelést.
Kazahsztán volt az első egykori szovjet köztársaság, amely teljes adósságát visszafizette az IMF-nek.
2010 nyarától vámuniót alkot Oroszországgal és Fehéroroszországgal. 2015-ben csatlakozott a Kereskedelmi Világszervezethez (WTO).

### Ipar
- Főbb ásványkincsei: urán, réz, bauxit, kőolaj

Kazahsztán a világ vezető országa az uránkitermelés terén, a globális termelés 35%-ával, és Ausztrália után a világ második legnagyobb uránkészletével rendelkezik.
Kazahsztán a világ egyik fontos olajkitermelő országa. Olajkitermelése a 19. század végén kezdődött, jóval korábban, mint Iránban, Kuvaitban, Mexikóban, Norvégiában vagy Szaúd-Arábiában. A 2010-es években az olaj- és gázipar Kazahsztán GDP-jének negyedét adja.
Főbb iparágak: kőolaj-finomítás, színesfém-kohászat, textilipar.
Kazahsztán a világ egyik legnagyobb finomított réz gyártója és exportőre.
Jelentősebb még a traktorok és egyéb mezőgazdasági gépek, villanymotorok, építőanyagok gyártása.

### Mezőgazdaság
- Növénytermesztés: gyapot, búza, zab, árpa, napraforgó, szőlő, zöldség, dinnye stb.

A 2010-es években a mezőgazdaság adja az ország GDP-jének körülbelül 5%-át.
Gabonatermesztését tekintve Oroszország és Ukrajna után a harmadik helyen áll a FÁK-ban. A búzakivitel az egyik fő devizabevétel-forrás az ország gazdaságában.
- Állattenyésztés: juh, kecske, teve, ló

### Külkereskedelem
Export
- Fő exportcikkek: olaj és olajtermékek, földgáz, fémek, vegyi anyagok, gépek, gabona, gyapjú, hús, szén.
- Fő exportpartnerek (2019):  Kína 13%,  Olaszország 12%,  Oroszország 10%, Hollandia 7%, Franciaország 6%, Dél-Korea 5%

Import
- Fő importcikkek: gépek és eszközök, fémtermékek, élelmiszerek
- Fő importpartnerek (2019):  Oroszország 34%,  Kína 24%

### Bajkonur
Kazahsztán területén volt az egykori Szovjetunió legnagyobb űrbázisa, a bajkonuri űrrepülőtér. Az Oroszországgal fönnálló jó gazdasági kapcsolatok egyik ágazata az űrkutatási, mert Kazahsztán függetlenné válása óta Oroszország Kazahsztántól bérli. A 21. században is innen indulnak a fontosabb orosz űrprogramok. Ilyenek a Nemzetközi Űrállomásra induló program szerinti és az űrturista fölbocsátások (Progressz, Szojuz). Farkas Bertalan 1980-as útjára és Charles Simonyi magyar-amerikai űrhajós elmúlt években sorra került két űrturista útjára is innen indult.

## Közlekedés

### Közút
2002-ben a közúthálózat hossza 189 000 km, ebből burkolt: 108 000 km.
A kazahsztáni autópálya-hálózat meglehetősen fejletlen, főleg az ország alacsony népsűrűsége miatt, hogy nagy távolságon nincs szükség szélesebb utakra.
Öt nemzetközi útvonal halad át Kazahsztánon, ezek:
- M-32-es út: Simkent – Aktöbe – Oral (tovább Szamaráig)
- M-36-os út: Almati – Asztana – Kosztanaj (tovább Cseljabinszkig )
- M-38-as út: Almati – Szemej – Pavlodar (tovább Omszkig)
- M-39-es út: Almati – Simkent (tovább Taskentig)
- M-51-es út: Petropavl

### Vasút
Kazahsztánban 13 601 km hosszú a vasúthálózat.

### Vízi közlekedés
Fő kikötők:
- Kaszpi-tenger: Aktau (Sevcsenko), Atirau (Gurjev)
- A folyókon: Öszkemen (Uszty-Kamenogorszk), Pavlodar, Szemej (Szemipalatyinszk)

### Légi közlekedés
96 repülőtér van az országban, ebből 33 burkolatlan kifutópályájú (2002).
Az ország hatalmas területe a légi közlekedést a belföldi utazások nagyon fontos elemévé teszi.
2009-ben az Európai Bizottság az összes kazak légi fuvarozót feketelistára tette, az Air Astana kivételével. Azóta Kazahsztán következetesen intézkedéseket tett a repülésbiztonság korszerűsítésére és átalakítására. 2016-ban az európai repülésbiztonsági hatóságok eltávolították az összes kazak légitársaságot a feketelistáról, és a Kazakh Airlines és a Polgári Repülési Bizottság "elegendő bizonyítékot szolgáltatott a nemzetközi előírások betartására".

## Telekommunikáció
| Hívójel prefix | UN-UQ      |
| ITU zóna       | 29, 30, 31 |
| CQ zóna        | 17         |

## Kultúra

### Oktatási rendszer
Az általános iskolák 10-11 évesek, és ezután lehet főiskolába jelentkezni. A főiskolák fizetősek, 120 000-150 000 Tenge (180 000-225 000Ft) tanévenként.[mikor?]

#### Tudomány
Bajkonur (kazakul Байқоңыр, oroszul Байконур) város mellett található a világ egyik legnagyobb rakétaindító komplexuma, a Bajkonuri űrrepülőtér, amelynek 6000 km²-es körzetét 1995-ben húsz évre Oroszország vette bérbe. Az orosz parlament felsőháza, a Föderációs Tanács 2004. június 8-án ratifikálta a Bajkonur 2050-ig történő további bérléséről szóló megállapodást.

### Kulturális intézmények

#### Német színjátszás
Kazahsztán területileg túlnyomórészt ázsiai ország, ám számos európai eredetű kisebbség lakóhelye is. A második világháború elején felszámolt Volgai Német Autonóm Szovjet Szocialista Köztársaság lakóinak többségét a szovjet hatóságok ide deportálták (a többiek Nyugat-Szibériába, ill. az Altáj vidékére kerültek). Ma az ország északi területén becslés szerint mintegy 250 000 német él, közülük mintegy 3000 a régi fővárosban Alma-Atában. Hivatásos színházuk a Deutsches Schauspielhaus (Német Színház), Alma-Atában.
A színház előzménye az Engelsben, a Volgai Német Autonóm Szovjet Szocialista Köztársaság fővárosában 1930-ban létesített színház, amelyet amatőrökkel alapítottak, ám a továbbiakban hivatásos körülmények között működött. Erwin Piscator, aki filmforgatás miatt utazott ide, rendkívül lesújtóan nyilatkozott a szakmai és a nyelvi színvonalról. 1936-ban az egész társulatot a moszkvai Malij Tyeatrba rendelték fel „továbbképzésre”. A színház 1941-ig működött, amikor a volgai németek autonómiáját felszámolták, lakosait (köztük éppúgy a színház dolgozóit, mint közönségét) Kazahsztánba, és más ázsiai köztársaságokba deportálták.
A németek színháza itt 1980-ban jöhetett ismét létre, ezúttal már hivatásos, a moszkvai Scsepkin Akadémián végzett (szakmai gyakorlatukat a moszkvai Malij Tyeatrban végezték) kisebbségi színészekkel, ekkor a Karaganda melletti Temirtauban alapították Republikanisches Deutsches Schauspieltheater (Köztársasági Német Játékszín) néven, innen 1990-ben költözött át az intézmény Alma-Atába. Temirtaui nyitódarabja Alexander Reimgen „Die Ersten” („Az elsők”) c. műve volt. 1987-től kapott engedélyt a társulat kelet-németországi kapcsolatfelvételre, első nyugat-németországi turnéjukat 1989-ben engedélyezték. 1990-ben került sor első ízben nyugati társulat vendégjátékára Alma-Atában (Residenztheater, München), ami a feljegyzések szerint katartikus hatást okozott, nem is csupán az esztétikai élmény okán.
Ma a színház egy 100 ülőhelyes belvárosi volt moziépületben játszik (ez komoly vívmánynak számít a korábbi alkalmatlan külvárosi épület után), repertoárján elsősorban német és orosz klasszikusok, de kortárs darabok, sőt helyi német szerzők művei is szerepelnek, ezek mellett folklórműsorok is (Brauchtumspflege).

Ma a színháznak 20 színésze van, akik közül egyik sem anyanyelvű. Az utóbbi évadok jellemző előadásai voltak: "Lady Milford aus Almaty", "Deutsch, als Fremd", "Kalifornisches Pferdchen", "Macbeth". A színház kivándorló színészek rajait bocsátotta ki, innen „származtak el” a Russland-deutsches Theater, Niederstetten (Baden-Württemberg) és az atheater, Münster tagjai is.
A német színház első növendékeit még a moszkvai Scsepkin Színművészeti Főiskola képezte, 1975-ben és 1976-ban indítottak itt egymás után két német kisebbségi osztályt, összesen 40 hallgatóval, képzésük azonban orosz nyelven zajlott, a helyzetet súlyosbította, hogy a növendékek dialektust (sőt egymástól eltérő dialektusokat) beszéltek. Ma képzésük Alma-Atában, a Deutsche Theaterakademieben zajlik, amely 1992-ben egyesületi körülmények között létrejött intézmény, a 2000-es évek elején 25 hallgatója volt.
A németországi "ifa” és más szervek támogatása nélkül működésképtelen lenne. Az első végzett osztály valamennyi tagja kivándorolt. (Nem minden évben indul új évfolyam.) Az akadémia növendékei ma már zömmel nem németek, sőt nyelvtudásuk is hiányos.

### Művészetek

#### Zene
A hagyományos kazak zene mellett modern zenei irányvonal az egyik legfontosabb ágazattá nőtte ki magát az országban. A világ egyik leghíresebb, több mint 7 oktávot éneklő sztárja Dimash Qudaibergen. Kazahsztán folyamatosan szerepel a tehetségkuktató rendezvényeken, nem is csak egy, hanem több szereplővel. Új, feltörekvő csillaga a pop zenei műfajnak Danelija Tulesova és Jerzsan Maxim.[forrás?]
2015-ben a kazakok létrehozták a Q-pop műfaját, melyre nagy hatással volt a koreai K-pop.

### Hagyományok

#### Madjar törzs
Az ország északkeleti részén (saját legendáik szerint közel 1500 éve) él a madjarok törzse. A szétszórt, laza településformákon kb. 2000 család tartja magát madjarnak, bár nyelvük már kazak. Az utóbbi évtizedeket leszámítva nem tudtak arról, hogy rokon népeik lehetnek. A 90-es években (magyar kutatók közreműködésével) elvégzett genetikai vizsgálatok szerint a génmarkerek kontrollcsoportokkal történt összehasonlító vizsgálatai alapján az alföldi magyarsággal állnak legközelebbi genetikai kapcsolatban.
2007. július 4–8. között rendezték meg Arkalikban a Nagy-Kurultájt (madjar törzsi gyűlésnek nevezett hagyományőrző rendezvény), amelyen Magyarország meghívottai is részt vettek. Ezt követően, július 10-én a madjar vezetők és a magyarországi résztvevők megállapodást kötöttek a hagyományok és népi kulturális értékek kölcsönös megőrzéséről.
A korábbi kapcsolatfelvétel folytatása a 2008. augusztus 8-ától augusztus 10-éig megrendezett magyarországi (Kunszentmiklós, Bösztörpuszta) Nagy-Kurultáj, amelyen számos hagyományőrző csoport mellett Kazahsztán madjar törzsének képviselői is részt vettek.

### Gasztronómia
A kazak gasztronómia nomád eredetű, ezért alapvető hozzávalók a lóhús, birkahús és különböző tejtermékek. A főzési technikák, összetevők és ízesítés mind-mind az évszázados nomád életmód folytán alakultak ki. A hús tartósításának nagy gyakorlata van sózás, szárítás vagy akár füstölés útján. A legtöbb főzési technika is az élelmiszerek hosszútávú megőrzésére irányul. Előnyben részesítik a savanyútejet, amely szintén tartósabb élelmiszernek számít.
A ló- vagy birkahúst gyakran jókora, egész darabokban főzik meg és szolgálják fel. A kazakok külön kitenyésztettek egy olyan lófajtát, melynek kizárólag hústermelőfunkciója van és nem szolgál málhás-, igavonó-, esetleg harci állatként. Ezeket a lovakat a sertéshez hasonlóan jelentős súlyra felhízlalják (gyakran olyanra, hogy az állat már mozgásképtelen), majd levágják.
A lóhús fogyasztása szinte a kazak nép védjegye. Ünnepek idején elmaradhatatlan fogás. A mindennapi étkezésben mégis a birkahúsé a vezető szerep. Szintén jelentős a marhahús fogyasztása. A kazak konyhán kedvelt a tevehús is, ám mivel az állat gyengébb hústermelő a birkával ellentétben, ezért leginkább különleges alkalmakon, pl. ünnepnapokon eszik a kazakok.
A legnépszerűbb kazak fogás, a besbarmak birkából készül. A kazakoknál a birkahúst a házigazda a vendégek fontosságához mérten szeleteli. A darabokat aztán kifőzik és tésztával, vagy csorbával (kazakul szorbával) eszik.
Lóhúsból többféle kolbászt állítanak elő, mint a kazi-t vagy a suzsik-ot. Különféle ló-, juh- és szarvasmarhabelsőségekből, mint a szív, máj, vese és egyebek pörköltet, a kuvirdag-ot készítik hagyma és paprika hozzáadásával. Kazahsztánban is ismert a piláf, amit palau-nak hívnak a nyelvükön.
Vadászok és útonjárók kedvelt uzsonnafogása az ún. zsaubüjrek, mely hasonló a saslikhoz: nyársra tűzött húsdarabokat a tűz fölött sütik meg.
A ló szívéből (a fő verőér, az aorta felhasználásával), az állat zsírjával és forró vízzel készül az ülpersek, amit főleg nők fogyasztanak. A sógornők közösen fogyasztják el, jelképezve összetartozásukat.
A birka agya külön csemege, amelyből a mipalau készül. Az agyvelőt fatálra helyezik, összekeverik csontvelővel, hússal, sózott zsíros húsleveslével és fokhagymával. Az ételt főleg vendégeknek szolgálják fel.
A kolbászok készítésének megvan a maguk szezonja, s az egyes állatok különféle testrészeit is más-más módon hasznosítják. Különlegesség például a ló farka alatti fartájéki zsiradéka, amit vendégeknek szolgálnak fel többnyire. A lófar megfőzve is külön fogásnak számít. A szüret nevű sózott lóhús sajátos füstölésen esik át: a füstöléséhez borókát, szilfát és/vagy a sztyeppén elterjedt legyezőfüvet használják.
Hagyományos tejterméknek számít a szüt nevű forralt tej vagy a kajmak nevű tejkrém, mely más közép-ázsiai országokban is elterjedt. Az irimsik nevű túrót tavasszal állítják elő, mivel ilyenkor tudnak lefejni egy ahhoz szükséges sajátságos állagú tejet, amelyhez még tejfölt adnak hozzá. A csordások kedvelt étele a koriktik nevű sűrített tej. A fémedények oldalán leülepedett tejet lekotorják és gyógyszerként használják; a neve toszap. Az ajran egy télen és nyáron fogyasztott savanyútej.
Itt is elmaradhatatlan az erjesztett kancatej, a kumisz. Állítanak elő kumiszt még erjesztett tevetejből is. Néha a kumiszt felszívják az orron át, mivel úgy tartják egészséges.
A kazakok leginkább az idegen uralommal együtt járó letelepedések folytán ismerték meg a gabonaféléket és lisztet. Idővel a kazak konyhán is megjelentek a különféle péksütemények, melyek a gasztronómia elemi részeivé váltak. Ilyenek a bauirszak, selpek, menti és nan. A mentit általában megtöltik bárányhússal és fűszerrel, elkészítésénél pedig használnak vajat, tejfölt és hagymát is. A péksüteményeket olykor édesítik, s ilyenkor a desszert funkcióját töltik be.
A kazakoknál kínai közvetítéssel terjedt el a teafogyasztás, amely azóta rituális külsőségek között zajlik, hasonlóan több másik ázsiai népnél. Jól mutatja ezt, hogy Kazahsztánban az egyik legmagasabb a tea fogyasztása (személyenként évente 1,2 kg; Indiában csupán 650 gramm). A kazak feketetea igen erős, gyakran isszák tejjel vagy tejszínnel.
A kazak gasztronómiát is érték külső hatások az évszázadok során. A legjelentősebb a tatár és orosz, de ugyanakkor ukrán, német, ujgur, koreai, kínai, arab vagy török hatások is megfigyelhetők. Ezek a népek közvetítették Kazahsztánba például zöldség-, hal- és tengergyümölcs-fogyasztást, sőt számos édességet is.

### Képek a kultúráról
- Kazak család egy jurtában a 20. század elején
- Kazak postabélyeg
- Népi hangszerek egy postabélyegen (1990)
- Ünnepi teríték a Nauriz idején
- Egy tányér lóhús

## Sport

### Ökölvívás
A kazak ökölvívók az amatőr ökölvívó-világbajnokságokon több aranyérmet is szereztek.
Világbajnokok:
- Bolat Zsumagyilov (1999)
- Gennagyij Golovkin (2003)
- Galib Zsafarov (2003)
- Jerdosz Zsanabergenov (2005)
- Szerik Szapijev (2005, 2007)

### Kerékpározás
Kazahsztáni orosz Alekszandr Vinokurov profi országúti kerékpáros, a Pro Team Astana versenyzője.

### Olimpia
Kazahsztán sportolói 2016-ig 19 aranyérmet szereztek a nyári olimpiai játékokon – ebből 7-et ökölvívásban, és 3 alkalommal nekik ítélték a legtechnikásabb ökölvívónak járó Val Barker-díjat is – és 1-et a téli olimpiákon.
Olimpiai bajnokai:
| - 1994 – Vlagyimir Mihajlovics Szmirnov (sífutás), - 1996 – Vaszilij Zsirov (ökölvívás), - 1996 – Alekszandr Parigin (öttusa), - 1996 – Jurij Melnyicsenko (birkózás), - 2000 – Bekzat Szattarhanov (ökölvívás), - 2000 – Jermahan Ibraimov (ökölvívás), - 2000 – Olga Sisigina (100 méteres gátfutás), - 2004 – Baktijar Artajev (ökölvívás) - 2008 – Bakit Szarszekbajev (ökölvívás), - 2008 – Ilja Iljin (súlyemelés) |  | - 2012 – Alekszandr Vinokurov (országútikerékpár-versenyzés) - 2012 – Zulfija Csinsanlo (súlyemelés) - 2012 – Majja Manyeza (súlyemelés) - 2012 – Szvetlana Podobedova (súlyemelés) - 2012 – Ilja Iljin (súlyemelés) - 2012 – Olga Ripakova (hármasugrás) - 2012 – Szerik Szapijev (ökölvívás) - 2016 – Danijar Jeleusszinov (ökölvívás) - 2016 – Dmitrij Balandin (úszás) - 2016 – Nijat Rahimov (súlyemelés) |  |

## Ünnepek
| Dátum                             | név                           | helyi név                                                                          | megjegyzés                                                                     |
| --------------------------------- | ----------------------------- | ---------------------------------------------------------------------------------- | ------------------------------------------------------------------------------ |
| Jan. 1–2.                         | Újév                          | Жаңа жыл Новый Год                                                                 |                                                                                |
| Jan. 7.                           | Ortodox karácsony             | Рождество Христово                                                                 | Hiv. ünnep 2007 óta                                                            |
| Márc. 8.                          | Nemzetközi nőnap              | Халықаралық әйелдер күні Международный женский день                                |                                                                                |
| Márc. 21–23.                      | Nauriz                        | Наурыз мейрамы                                                                     | Perzsa újév; hagyományosan egy tavaszi ünnep, amely egy új év kezdetét jelöli. |
| Máj. 1.                           | Kazahsztáni népi egység napja | Қазақстан халқының бірлігі мерекесі                                                |                                                                                |
| Máj. 7.                           | A Haza megvédésének napja     | Отан Қорғаушы күні День Защитника Отечества                                        | 2013 óta ünnep                                                                 |
| Máj. 9.                           | A Győzelem Napja              | Жеңіс күні День Победы                                                             | A volt SZU nagy részében ünnep                                                 |
| Júl. 6.                           | A Főváros Napja               | Астана күні День столицы                                                           |                                                                                |
| Aug. 30.                          | Az alkotmány napja            | Қазақстан Республикасының Конституциясы күні День Конституции Республики Казахстан |                                                                                |
| A Mekkai zarándoklat utolsó napja | Íd al-Adháa                   | Құрбан айт Курбан айт                                                              | 2007 óta hiv. ünnep                                                            |
| Dec. 1.                           | Az első elnök napja           | Тұңғыш Президент күні День Первого Президента                                      | 2013 óta ünnep                                                                 |
| Dec. 16–17.                       | A Függetlenség Napja          | Тәуелсіздік күні День независимости                                                | Függetlenség a Szovjetuniótól                                                  |

Egyéb vallási ünnepek:
- Corban Fesztivál

Az arab „corban” szó áldozatbemutatást jelent. Mikor elérkezik ez a nap, a kazakok ökröt vagy birkát ölnek áldozatként, szórakoztatják vendégeiket, és megajándékozzák barátaikat, rokonaikat. 
- Böjt-végi Fesztivál a muszlimok szent hónapjának, a Ramadánnak utolsó napja. Az iszlám szokások szerint ekkor (muszlim naptár szerint) minden felnőtt kazaknak tartózkodnia kell az evéstől és ivástól napkeltétől napnyugtáig. Ezen hónap kezdete és vége attól függ, mikor jelenik meg az újhold. Mikor a böjt véget ér, vidám ünnepség veszi kezdetét.